# コットン太郎
コットン太郎（1977年5月10日-）は、イベントMC、番組MC、メディアプロデューサーとしてフリーランスで活動している。 “ラーメンいかがですか”というYouTubeチャンネルをやっているYouTuber。ファンからの愛称はラーメン屋、ゲームオン、NHNを経て現職。

トレードマークは頭に巻いた黒いタオル。常にそのスタイルを崩さず、時折ファンから「洗っているのか」と疑問に思われるが、「何枚も同じタオルを所有しており毎日綺麗なタオルでローテーションしている」と当人は釈明している。